# テューダー・シティー

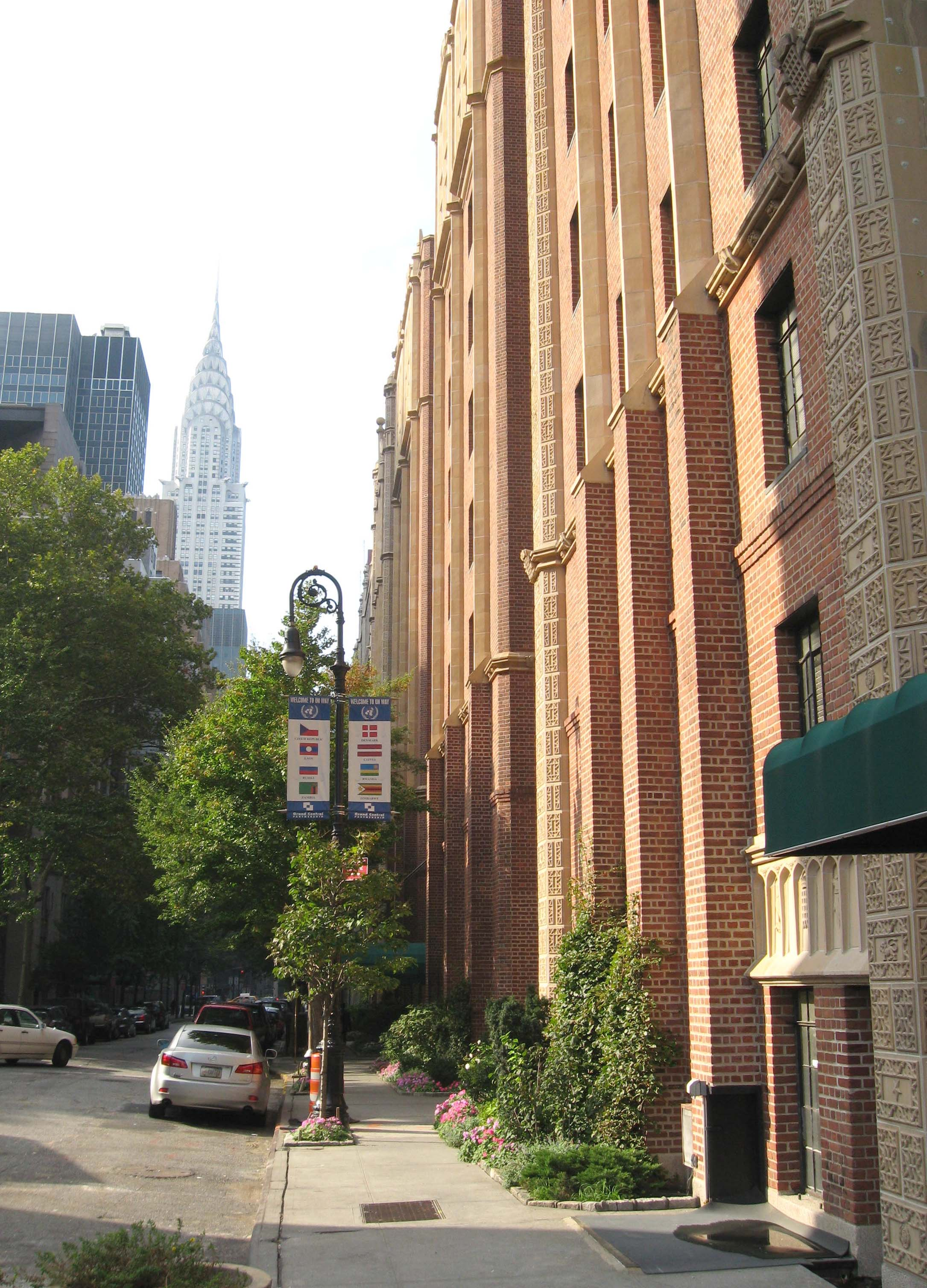
テューダー・シティーから クライスラー・ビルを望む

テューダー・シティー（英: Tudor City）は、アメリカ合衆国ニューヨーク市マンハッタン区の東部にある地区である。
この地区は世界で最初の高層集合住宅地として開発され、北端は43丁目、南端は40丁目、東端は1番街、西端は2番街となっている。
テューダー・シティーの名は、イングランド王国（1485年 - 1603年）及びアイルランド王国（1541年 - 1603年）のテューダー朝に由来している。